# يان بيرغر (لاعب كرة قدم)
يان بيرغر (18 أغسطس 1976 براغ التشيك - ) هو لاعب كرة قدم سويسري يلعب كلاعب وسط.

## روابط خارجية
- يان بيرغر على موقع الاتحاد التشيكي (الإنجليزية)
- يان بيرغر على موقع قاعدة بيانات كرة القدم.إي يو (الإنجليزية)